# Nghĩa Xá
Nghĩa Xá là một phường thuộc quận Lê Chân, thành phố Hải Phòng, Việt Nam.

## Địa lý
Phường Nghĩa Xá có diện tích 0,56 km², dân số năm 2022 là 21.000 người, mật độ dân số đạt 37.500 người/km².

## Lịch sử
Ngày 10 tháng 1 năm 2004, Chính phủ ban hành Nghị định số 18/2004/NĐ-CP về việc thành lập phường Nghĩa Xá thuộc quận Lê Chân trên cơ sở 64 ha diện tích tự nhiên và 13.779 nhân khẩu của phường Niệm Nghĩa.
Ngày 20 tháng 7 năm 2022, HĐND TP. Hải Phòng ban hành Nghị quyết số 26/NQ-HĐND về việc:
- Sáp nhập tổ dân phố số 2 và tổ dân phố số 3 vào tổ dân phố số 1.
- Thành lập tổ dân phố số 2 trên cơ sở 2 tổ dân phố: số 4, số 10 và một phần của tổ dân phố số 5.
- Thành lập tổ dân phố số 3 trên cơ sở 2 tổ dân phố: số 6, số 7 và một phần của tổ dân phố số 5.
- Thành lập tổ dân phố số 4 trên cơ sở 3 tổ dân phố: số 8, số 9, số 11.
- Thành lập tổ dân phố số 5 trên cơ sở tổ dân phố số 13, một phần của tổ dân phố số 12, một phần của tổ dân phố số 14.
- Thành lập tổ dân phố số 6 trên cơ sở 2 tổ dân phố: số 15, số 16, một phần của tổ dân phố số 12, một phần của tổ dân phố số 14.
- Thành lập tổ dân phố số 7 trên cơ sở 3 tổ dân phố: số 17, số 18, số 23.
- Thành lập tổ dân phố số 8 trên cơ sở 3 tổ dân phố: số 19, số 20, số 21.
- Thành lập tổ dân phố số 9 trên cơ sở tổ dân phố số 22 và tổ dân phố số 24.
- Thành lập tổ dân phố số 10 trên cơ sở 3 tổ dân phố: số 25, số 26, số 28.
- Thành lập tổ dân phố số 11 trên cơ sở tổ dân phố số 27 và tổ dân phố số 29.